# Écorpain
Écorpain är en kommun i departementet Sarthe i regionen Pays de la Loire i nordvästra Frankrike. Kommunen ligger i kantonen Saint-Calais som tillhör arrondissementet Mamers. År 2022 hade Écorpain 304 invånare.

## Befolkningsutveckling
Antalet invånare i kommunen Écorpain
| Referens: INSEE |